# Aek Garut
Aek Garut is een bestuurslaag in het regentschap Mandailing Natal van de provincie Noord-Sumatra, Indonesië. Aek Garut telt 430 inwoners (volkstelling 2010).